# Région néo-zélandaise

Carte de la Nouvelle-Zélande.

La région Néo-Zélandaise est une phytodivision définie par Armen Takhtajan, elle inclut les îles de la Nouvelle-Zélande (l'île du Nord et l'île du Sud), l'île Stewart ainsi qu'une multitude de plus petites îles (îles éloignées de Nouvelle-Zélande et îles sub-antarctiques de Nouvelle-Zélande). Cette phytorégion fait partie du royaume Holantarctique qui comporte également les régions Fernandez , chilienne-patagonienne, et les îles subantarctiques du sud.

## Géographie
Cette Phytorégion est composée de Nouvelle-Zélande (l'île du Nord et l'île du Sud), l'île Stewart ainsi qu'une multitude de plus petites îles (îles éloignées de Nouvelle-Zélande et îles sub-antarctiques de Nouvelle-Zélande).

### Nouvelle Zélande
La Nouvelle-Zélande se compose de deux îles principales : l'île du Nord et l'île du Sud appelées North and South Islands en anglais, Te Ika a Maui et Te Wai Pounamu en māori. Le pays est aussi composé d'un ensemble de petites îles situées près du centre de l'hémisphère maritime. Sa superficie est de 268 680 kilomètres carrés en incluant les îles Antipodes, les îles Auckland, les îles Bounty, les îles Campbell, les îles Chatham, les Tokelau et les îles Kermadec. Cet archipel constitue les principales terres émergées du vaste continent submergé, Zealandia.
L'île du Nord est la quinzième plus grande île au monde, elle a une superficie de 114 050 km2. C'est une île Île continentale et volcanique dont le mont Ruapehu (2 797 m) est le point culminant.
L'Île du Sud est la treizième plus grande île au monde, elle a une superficie de 150 737 km2. Le long de sa côte occidentale se trouvent les Alpes du Sud dont le mont Cook est le point culminant avec 3 754 mètres d'altitude.

### Île Stewart
L’île Stewart ou Rakiura (en māori), troisième île néo-zélandaise de par sa superficie (1 746 km2), est située à 30 km au sud de l’île du Sud. Elle en est séparée par le détroit de Foveaux. Elle compte moins de 400 habitants, résidant principalement dans la colonie d’Oban.

### Îles éloignées de Nouvelle-Zélande
Les îles éloignées de Nouvelle-Zélande, en anglais New Zealand outlying islands, désignent neuf archipels de la Nouvelle-Zélande dont certains ne font partie d'aucune région ni autorité territoriale.

### Îles sub-antarctiques de Nouvelle-Zélande
Les îles sub-antarctiques de Nouvelle-Zélande se composent des cinq archipels d'îles les plus australes aux confins de la Nouvelle-Zélande. Ces îles sont toutes des sites du patrimoine mondial.
La plupart des îles sont situées près de la limite australe du continent appelé Zealandia, largement immergé et qui est centré sur la Nouvelle-Zélande. Ce continent s'est affaissé après le détachement de l'Australie il y a 60 à 85 millions d'années et de l'Antarctique il y a 130 à 85 millions d'années.

## Climat
Le climat de la Nouvelle-Zélande est principalement un climat tempéré avec une forte influence océanique. Toutefois, en raison de sa topographie très variée, des microclimats peuvent se former à travers le pays. Les précipitations sont généralement abondantes en Nouvelle-Zélande, la plupart des villes reçoivent entre 620 mm (comme à Christchurch) et 1 317 mm (Whangarei) de précipitations par an
Comme beaucoup d'îles dans le monde, l'influence de l'océan restreint les extrêmes de température le long des côtes. Les températures annuelles moyennes varient entre 10°C dans le sud à 16°C dans le nord de la Nouvelle-Zélande. Le mois le plus froid est généralement juillet et les mois les plus chauds sont généralement janvier ou février. En général, les variations sont relativement faibles entre les températures d'été et d'hiver.

## Géologie
La Nouvelle-Zélande est située à la jonction de deux plaques tectoniques. Le volcanisme de l'archipel est le résultat du phénomène de subduction de la Plaque pacifique sous la Plaque australienne, il est particulièrement présent dans l'île du Nord et dans la zone volcanique Taupo.
Certains endroits volcaniques sont également de célèbres destinations touristiques, telles que les geysers de Rotorua. La zone de contact entre ces deux plaques tectoniques est aussi le lieu de tremblements de terre fréquents même si de tels phénomènes graves sont assez rares. Cette collision a aussi façonné les Alpes du Sud.
On trouve aussi des zones karstiques parmi lesquelles la Waitomo Caves et le Pancake Rocks, reconnues comme attractions touristiques.

## Flore

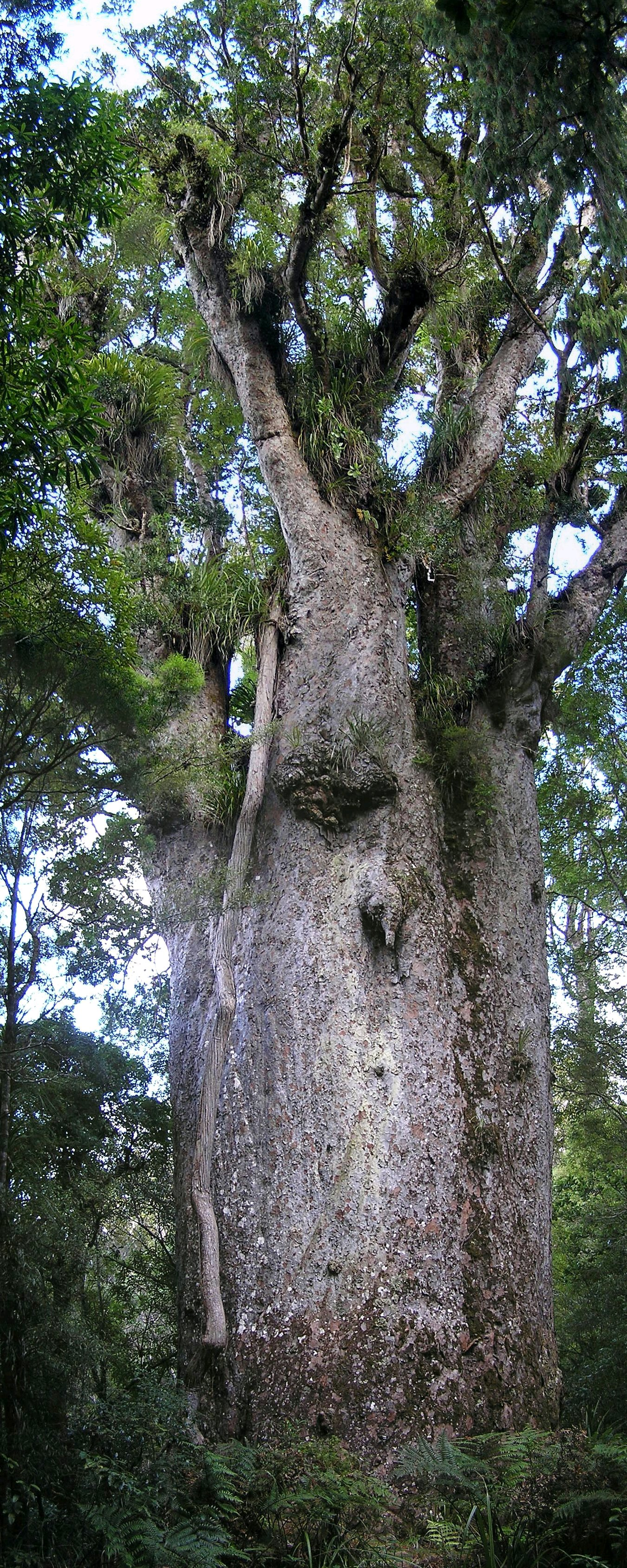
Le kauri est le plus grand arbre de Nouvelle-Zélande, croissant principalement dans les parties les plus septentrionales du pays.

Cette parie concerne la flore endémique de la phytorégion néo-zélandaise. L'isolement géographique des îles a contribué au développement d’une variété unique de flore endémique. Toutefois, les déplacements humains ont conduit à l'importation de nombreuses autres plantes (généralement dénommées «exotiques» en Nouvelle-Zélande) ainsi que d'importants dégâts à la flore indigène, surtout après l'avènement de la colonisation européenne.
Il y a une seule famille endémique : Ixerbaceae (Famille (biologie) endémique d'une seule espèce, Ixerba brexioides. C’est la seule famille de plantes vasculaires endémiques de Nouvelle-Zélande.
Il y a 50 genres endémiques : Loxsoma, Pseudowintera, Hectorella, Entelea, Hoheria, Corokia, Alseuosmia, Carmichaelia, Lophomyrtus, Neomyrtus, Plectomirtha, Stilbocarpa, Kirkophytum, Coxella, Lignocarpa, Scandia, Dactylanthus, Myosotidium, Parahebe, Negria, Rhabdothamnus, Teucridium, Oreostylidium, Pachystegia, Haastia, Leucogenes, Phormium, Rhopalostylis, Lepidorrhachis, Hedyscepe, Howea, Sporadanthus, Aporostylis, Desmoschoenus
Le nombre d'espèces endémiques est très élevé, en particulier parmi les Pinophyta (environ 2 000 espèces de 353 genres et de 119 familles).
On pense, de manière générale que les forêts de la Nouvelle-Zélande sont assez proches de la forêt ancestrale du Gondwana. Une des caractéristiques les plus impressionnantes de la flore est la diversité des plantes alpines. Environ 600 plantes supérieures (25 % de la flore totale) se trouvent au-dessus de la ligne des arbres, et parmi elles, 93 % sont endémiques.
La diversité des formes végétales est également très remarquable, elle s’étend du plus petit pin au monde, le pin nain endémique Lepidothamnus laxifolius (Podocarpaceae) à la plus grande mousse au monde, Dawsonia superba (Dawsoniaceae).
Cette phytorégion a été divisée en trois phytorégions par Armen Takhtajan car elles ont un certain nombre de caractéristiques en commun, elles sont donc considérées comme des sous-phytorégions.
Ces trois sous-phytorégions sont :
- La sous-phytorégion néo-zélandaise du Nord comprend une partie de l'île du Nord (au nord de la ligne imaginaire qui relie la rivière Mokau à l'ouest et Tauranga à l'est), elle comprend également les îles des Trois Rois et toutes les îles de la côte est. Cette sous-phytorégion est principalement représentée par des caractéristiques de la région malaisienne, en particulier les fougères, la flore est classée comme étant subtropicale. Il y a également quelques caractéristiques de la région australienne notamment les orchidées et les carex. La flore a un degré d'endémisme élevé avec trois taxons monospécifiques (Elingamita, Ixerbaceae et Loxsoma) et de nombreuses espèces endémiques.
- La sous-phytorégion néo-zélandaise du Centre comprend la partie sud de l'île Nord et la partie nord de l'île du Sud et les îles associées. La flore a deux genres endémiques (Chordospartium et Pachystegia) et de nombreuses espèces endémiques.
- La sous-phytorégion néo-zélandaise du Sud comprend la partie sud de l'île Sud et comprend également l'île Stewart et les autres îles associées.

### Principaux écosystèmes[4]

#### Forêts de Podocarpus

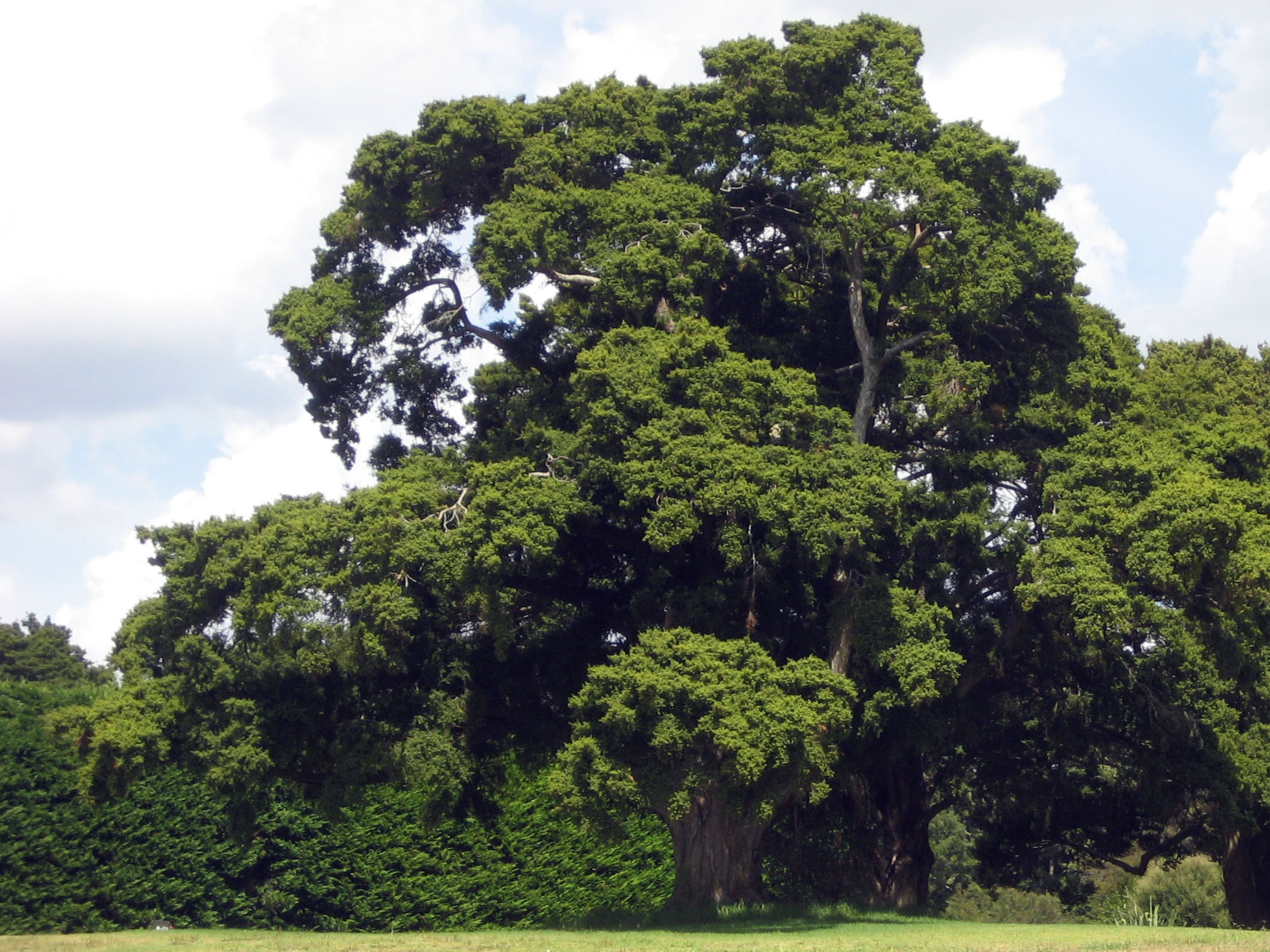
Podocarpus totara

Les forêts de Podocarpus sont principalement constituées d'une famille de l'hémisphère Sud Podocarpaceae, on pense qu’elles ont eu une position dominante sur le Gondwana au cours de la période du Crétacé. À l'origine, ces anciennes forêts s’étendaient de l'extrême nord de l'île du Nord jusqu'au sud de l'île Stewart.
Elles peuvent être divisées en trois types : 
- les forêts dominées par Dacrydium cupressinum endémique ;
- les forêts dominées par Podocarpus totara endémique ;
- les forêts dominées par Podocarpus spicatus.

Il n’est pas possible de déterminer la distribution originale de la forêt de Podocarpus. Aujourd'hui, on trouve les restes de cette forêt sur la plaine de Southland et ils forment de petits peuplements sur les plats de presque toutes les rivières Westerland.

#### Forêts marécageuses dominées parDacrycarpus dacrydioides
Les forêts marécageuses dominée par Dacrycarpus dacrydioides se développent mieux dans les zones inondables des grands fleuves, où ces arbres peuvent avoir une physionomie inhabituelle (sans ramifications et très droits). Ceux-ci peuvent être très grands, atteignant des hauteurs d'environ 60 mètres, et même si leurs couronnes sont souvent très rares, ils soutiennent souvent de grands buissons endémiques : Astelia solandri (Asteliaceae). Dans d'autres cas, leurs troncs peuvent être fortement étayés et leurs racines exposées bien au-dessus du sol. Le sous-bois ne devient convenablement développé que dans les zones plus sèches, mais la liane endémique Freycinetia banksii (Pandanaceae) peut souvent envelopper complètement les troncs d'arbres.

#### Forêts tourbeuses dominées parDacrydium colensoi
Les forêts tourbeuses dominées par Dacrydium colensoi sont essentiellement limitées au district du plateau volcanique de mont Ruapehu sur l'île du Nord et dans les plaines de l'ouest des Alpes du Sud.

#### Forêts tourbeuses dominées parDacrydium intermediate
Les forêts tourbeuses dominées par Dacrydium intermediate s’étendent beaucoup plus au sud que celles dominées par Dacrydium colensoi, elles occupent les zones en hauteur des montagnes de l'île du Nord et dans les districts du nord-ouest et des fjords de l'île du Sud. Ces forêts ont un meilleur développement sur l'île Stewart. Un trait caractéristique de ces forêts est leur riche flore de bryophytes, avec de nombreux arbres qui soutiennent des coussins géants de Dicranoloma billardieri et de Plagiochila gigantea. Il y a aussi une profusion de bryophytes sur le sol de la forêt.

#### Forêt tropicale humide deNothofagus

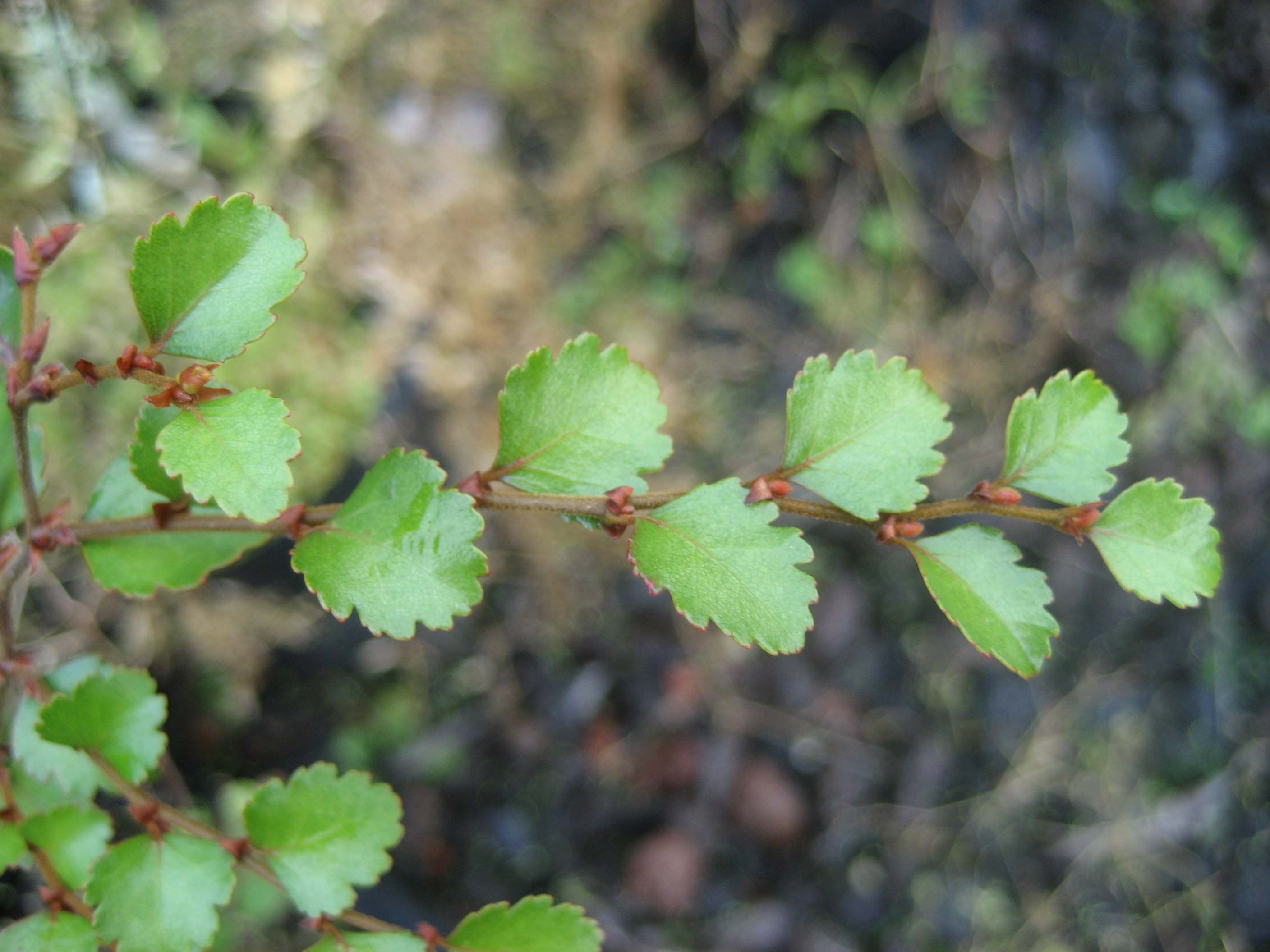
Nothofagus menziesii

Ces forêts se distinguent par la domination d'une ou plusieurs espèces endémiques de Nothofagus, dont Nothofagus fusca, N. menziesii, N. solandri var. cliffordioides, N. solandri var. solandri et N. truncata 
 (Nothofagaceae). Le genre est limité à l'hémisphère sud, et on pense que c’est dû à un fort lien avec le Gondwana, en fait, le genre Nothofagus peut être retracé jusqu’au Crétacé.
Du Nord au Sud, on peut trouver ce type de forêts d'abord dans le district de Thames sur l'île du Nord, près du détroit de Cook où elles descendent presque au niveau de la mer.
Sur l'île du Sud, on en trouve dans le Nord-Ouest et dans les montagnes Tasman de l'ouest, dans les Alpes du Sud jusqu'à la côte sud et à l'est elles s’étendent sur une grande partie du district d'Otago Sud.
Les autres arbres comportent généralement les deux espèces endémiques Beilschmiedia tawa (Lauraceae) et Weinmannia racemosa (Cunoniacées).

#### Forêts subalpines deNothofagus
Ces forêts se distinguent par la domination d'une ou plusieurs espèces de Nothofagus. Par contre, l’espèce endémique Nothofagus solandri var. cliffortioides (Nothofagaceae) est souvent dominante. Ces forêts peuvent être trouvées dans diverses zones de montagne.
La composition des espèces varie selon les niveaux d'humidité et les précipitations varient de 100 à 750 cm par an.
Les forêts sèches du plateau volcanique ont un sous-bois assez ouvert. Les arbustes et les petits arbres comportent diverses espèces endémiques telles que Coprosma pseudocuneata (Rubiaceae) et Phyllocladus alpinus (Phyllocladaceae).
Au niveau de la flore du sol on trouve des tapis de Hymenophyllum multifidum (Hymenophyllaceae) et divers carex tels que Uncinia uncinata.
Dans les forêts humides, le sous-bois est plus riche en espèces et comprend généralement des tapis de bryophytes. On y trouve également des fougères avec des espèces comme Hymenophyllum villosum (Hymenophyllaceae).

#### Forêts subalpines dePhyllocladus alpinus
Les forêts de subalpines dominées par la Phyllocladus alpinus endémique (Phyllocadaceae) se situent sur le plateau volcanique, au nord du mont Tongariro, sur la plaine supérieure du Waimarino, à Hauhungatahi et à d'autres endroits.
D'autres arbres peuvent être présents dont des podocarpes et les Libocedrus bidwillii endémiques (Cupressaceae). La hauteur des canopées peut atteindre environ 6 m. Les espèces de la couche du sol comprennent généralement Astelia cockaynei ainsi que la fougère endémique Hymenophyllum multifidum (Hymenophyllaceae), mais une multitude d'autres plantes endémiques peuvent être trouvées.

#### Forêts subalpines deLibocedrus
Ces forêts sont généralement dominés par Libocedrus bidwillii endémique (Cupressaceae), mais Podocarpus hallii peut également être très important et dominer dans certains lieux. Ce type de forêt est présent dans les ceintures alpines sous des districts du nord-ouest, ouest et à l’Est de l'île du Sud et sur le mont Taranaki/Egmont et le plateau volcanique de l'île du Nord.
Ce sont de petits arbres et arbustes comprenant un certain nombre d'espèces endémiques telles que Dacrydium cupressinum (Podocarpaceae) ainsi que des formes d’arbre fougère endémique sans tronc Dicksonia lanata (Dicksoniaceae).

#### Prairies de montagne
Caractérisé par la présence de plusieurs grandes herbes, ces formations se produisent sur les montagnes de l'île du Nord, tandis que dans l'île du Sud, elles peuvent être trouvées dans les Alpes du Sud et les montagnes du nord-ouest et dans le district Otago. En fait, elles se développent sur les hautes montagnes avec des pluies fréquentes ainsi qu’une accumulation d'humus ou de tourbe.
La composition des espèces varie d'un endroit à l'autre. Sur les montagnes de l’Île du Nord, les prairies de montagnes sont caractérisées par de grandes quantités d'Astelia cockaynei. Il y a d’autres espèces caractéristiques notamment Celmisia spectabilis, Leucogenes grandiceps, L. leontopodium (Asteraceae) et Ranunculus insignis (Ranunculaceae). Leucogenes grandiceps est l'une des fleurs les plus attractives, elle est connue comme l’Edelweiss de l'île du Sud, avec ses tiges laineuses et grises, le centre orangé de ses fleurs, elle est très similaire à la célèbre Edelweiss des Alpes suisses.
Parmi les autres espèces herbacées on retrouve Oxalis lactea, Ranunculus geraniifolius, Epilobium cockayneanum (Onagraceae) et Ourisia caespitosa (Plantaginaceae).
Divers arbustes de montagne sont présents dont les espèces endémiques Dracophyllum pronum, Gaultheria depressa (Ericaceae), Hebe evenosa (Plantaginaceae) et Pimelea gnidia (Thymelaeaceae).
On trouve également un certain nombre de petites graminées comme Poa anceps (Poaceae).
Sur les Alpes du Sud poussent des Celmisia, en particulier la Celmisia coriacea (Asteraceae). On retrouve également des renoncules géantes comme Ranunculus lyallii (Ranunculaceae) ou d’autres grandes renoncules comme Ranunculus buchanani (Ranunculaceae).
Il y a d’autres espèces endémiques communes dont Astelia petriei (Asteliaceae), haastii (Apiaceae), Ourisia macrophylla et O. macrocarpa (Plantaginaceae)
Il y a des arbustes occasionnels tels que Gaultheria rupestris (Ericaceae) et Hebe subalpina (Plantaginaceae).
Une autre caractéristique des prairies de montagnes, en général, est la présence de «touffes de neige».

#### Marais dominé parTypha angustifolia
Les marais dominés par Typha angustifolia s’étendent le long de la Nouvelle-Zélande, mais les peuplements sont plus divers sur l'île du Nord. On trouve ce type de marais à partir du niveau de la mer jusqu’à environ 750 m d'altitude mais on peut en trouver également sur de nombreux types de sols inondés.
On y trouve également d’autres plantes comme Cladium teretifolium, Eleocharis sphacelata, Schoenus carsei, Scirpus inundatus, Sparganium subglobosum et diverses espèces endémiques telles que Carex secta (Cyperaceae), Epilobium chionanthum (Onagraceae), Hydrocotyle pterocarpa (Apiaceae) et Phormium tenax (Hemerocallidaceae).

#### Tourbière à sphaigne
Les tourbières à sphaignes de la région Néo-zélandaise sont généralement également caractérisées par de grandes quantités de Gleichenium circinatum ou de Grevillea alpina.
On en trouve, par exemple, à l'ouest et au sud de l'île du Sud et dans certaines parties d'Auckland.
Dans certains endroits Cladium teretifolium ou C. glomeratum sont abondantes, dans le Nord d’Auckland et dans la région de Waikato on trouve l’inhabituelle plante endémique ressemblant au bambou Sporodanthus traversii (Juncaceae) qui peut souvent atteindre 3 mètres de haut. Il peut aussi y avoir des espèces à croissance lente, telle que Lycopodium ramulosum qui recouvre de vastes zones.
Plusieurs espèces insectivores de Utricularia sont fréquentes, y compris U. novae-zelandia et U. delicatula(Lentibulariaceae).
Les tourbières du sud de l’Otago et sur l'île Stewart sont remarquables pour les nombreuses plantes de montagne qu'elles contiennent, y compris plusieurs espèces endémiques telles que Astelia linearis (Asteliaceae), Celmisia argentea (Asteraceae), Geum leiospermum (Rosaceae), Gunnera prorepens (Gunneraceae), Oreobolus pectinatus (Cyperaceae) et Oreostylidium subulatum (Stylidiaceae). Le genre Gunnera a la particularité d’avoir des feuilles qui peuvent être presque noires.

#### Praires à tussacks dePoa festuca

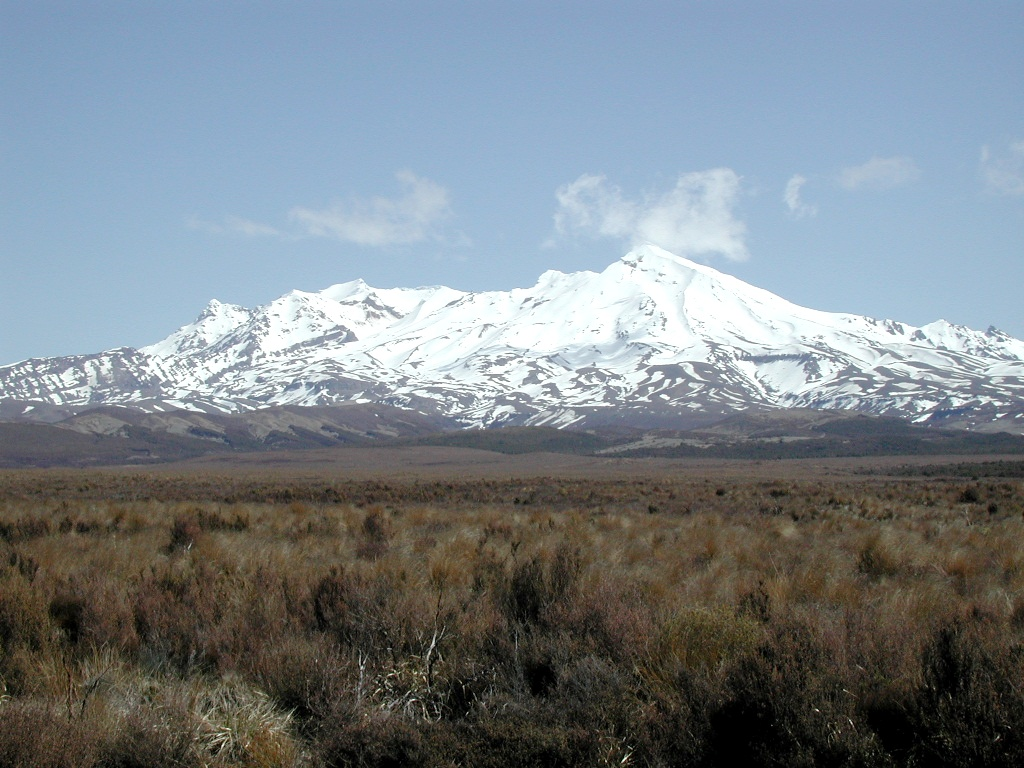
Prairie à Tussack avec le mont Ruapehu en arrière-plan.

On trouve des exemples naturels ou semi-naturels de cet habitat dans les hautes terres, les vallées de montagne caillouteuses et sur les parties plates du plateau volcanique, mais il est absent dans le nord de l'île du Nord. 
Un certain nombre de prairies apparemment vierges doivent apparemment leur existence à la combustion préhistorique de la forêt par les Maoris.
Les espèces dominantes sont des tussack de Poa caespitosa et Festuca novae-zelandiae (Poaceae).
Les touffes peuvent atteindre 40 cm de hauteur et peuvent souvent toucher d’autres espèces de la couche du sol.
Au total, plus de 200 espèces végétales indigènes ont été enregistrées dans ces prairies dont de nombreuses espèces endémiques.
Les plus importantes et répandues d'entre elles sont Aciphylla colensoi, Anisotoma aromatica, Oreomyrrhis colensoi (Apiaceae), Coprosma petriei (Rubiaceae), Craspedia uniflora, Helichrysum filicaule, Lagenifera petiolata, Raoulia subsericea, australis Vittadinia(Asteraceae), Discaria toumatou (Rhamnaceae), Epilobium hectorii (Onagraceae), Leucopogon fraseri (Ericaceae), Plantago raoulii (Plantaginaceae), Primelea prostrata(Thymelaeaceae), multiscapus Ranunculus (Ranunculaceae), Viola cunninghamii(Violaceae) et Wahlenbergia albomarginata (Campanulaceae).
Toutefois, celles-ci sont souvent accompagnées par un certain nombre d'espèces exotiques de nos jours.

#### Végétation sur galets
Il est assez commun de trouver des galets suffisamment stables pour soutenir des plantes vasculaires.
Les plantes typiques comprennent un certain nombre de halophytes ainsi que plusieurs tapis de plantes composés d’arbustes ou d’herbacées. Ce type de végétation n’est pas nécessairement limitée à la côte.
On y retrouve notamment Festuca littoralis, Lobelia anceps, Mesembryanthemum australis, Meuhlenbeckia complexa, Salicornia australis, Tetragonia expansa and the endemic Carex ternaria (Cyperaceae), Linum monogynum (Linaceae) et Ranunculus acaulis (Ranunculaceae).
Lorsque les galets sont grands, la végétation devient très rare. On y trouve des plantes communes halophytes telles que Apium prostratum et le Liseron des dunes endémique Senecio lautus (Asteraceae). Dans les endroits les terrasses de galets sont plus stables on retrouve un tapis végétal plus varié.

#### Broussailles côtières
Ces formations comprennent une variété d'espèces et une composition d’espèces qui varie d'un endroit à l'autre. Elles peuvent être dominés par des espèces d’Asteraceae (Olearia ou Senecio), par des espèces d’Hebe, par Muehlenbeckia complexa ou par la liane endémique Freycinetia banksii (Pandanaceae).
Senecio rotundifolius forme une ceinture côtière dans les zones abritées de l'île Stewart. Dans les endroits un peu plus exposés, il est remplacé par Olearia angustifolium ou O. operina (Asteraceae). Sous les arbustes on trouve diverses fougères côtières ainsi que Astelia mentale var. sylvestris (Asteliaceae). Muehlenbeckia complexa se retrouve sur les pentes des collines côtières qui se dirigent vers le rivage. 

#### Sous-phytorégion Néo-Zélandaise du Nord

##### Forêts subtropicales humides

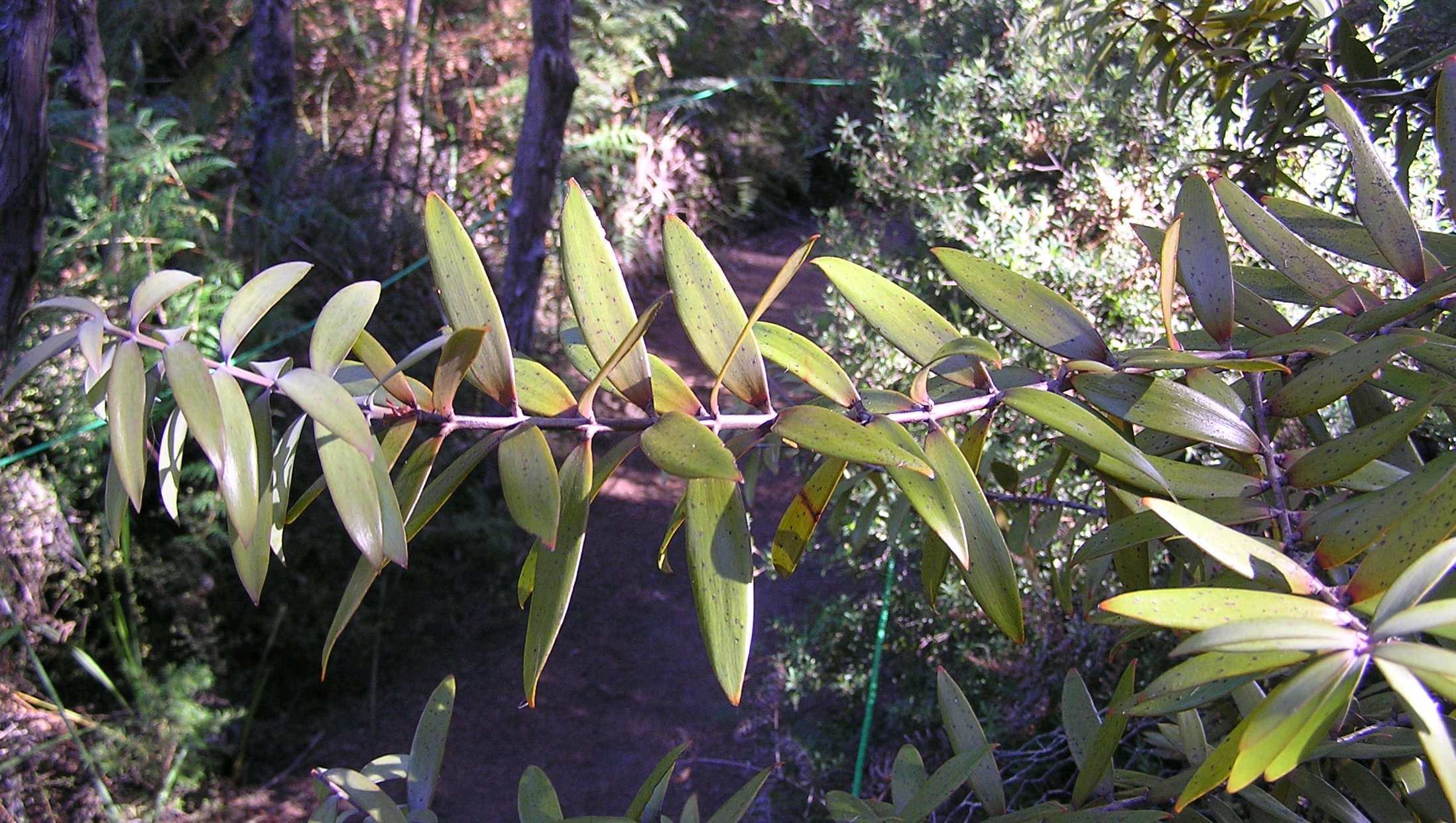
Feuillage d'un jeune Agathis australis

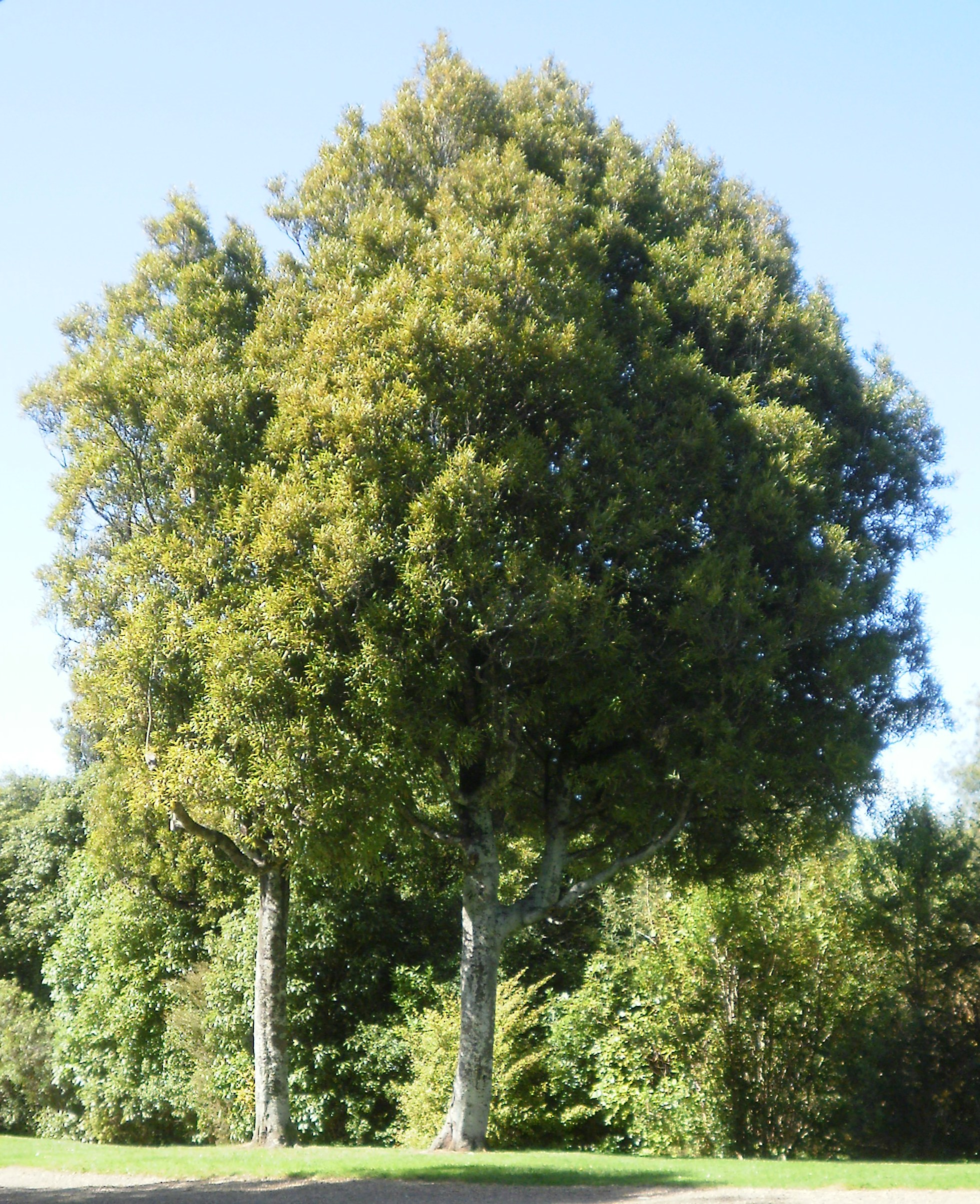
Beilschmiedia tawa

Pratiquement tous les arbres, arbustes et fougères dans ces forêts sont à feuillage persistant, mais l'absence générale de vert clair est dû à leur aspect sombre. Elles sont généralement très stratifiées avec au moins cinq niveaux, et elles peuvent être divisées en quatre sous-associations qui se distinguent par la domination :
- Agathis australis (Araucariaceae) : Les forêts dominées par Agathis australis sont souvent très visibles en raison de leur taille immense. Ce est une plante très ancienne datant de la période jurassique, elle est le seul membre de la famille Araucariaceae en Nouvelle-Zélande . D’autres grands arbres lui sont associés dont l’arbre endémique Weinmannia sylvicola (Cunoniaceae). Les fougères arborescentes endémiques comme le Cyathea dealbata (Cyatheaceae) et Dicksonia lanata (Dicksoniaceae) sont également très fréquentes.
- Beilschmiedia tarairi : Les forêts dominées par Beilschmiedia tarairi sont principalement confinées aux zones au nord du 36e degrés sud. Elles ont un aspect assez ouvert et comportent généralement Metrosideros robusta, qui, avec ses troncs irréguliers soutient un grand nombre de bryophytes et d’astelia. On y trouve également divers podocarpes tels que Podocarpus ferrugineus et P. totara et Dacrydium cupressinum (Podocarpaceae). Le sous-bois est rarement dense, mais divers petits arbres, des arbustes et des fougères arborescentes peuvent être présents tels que Cyathea medularis, Suttonia australis, Alseuosmia macrophylla (Alseuosmiaceae), Pseudowinteria axillaris(Winteraceae) et Coprosma arborea (Rubiaceae). Les troncs abattus sont souvent abondamment couverts de fougères endémiques comme Hymenophyllum dilitatum ou Trichomanes reniforme (Hymenophyllaceae), tandis que le sol de la forêt comprend d'autres fougères endémiques comme Blechnum filiforme (Blechnaceae) et demissum Hymenophyllum (Hymenophyllaceae).
- B. tawa (Lauraceae) : Les forêts dominées par Beilschmiedia tawa sont principalement confinées aux zones au sud du 36e degrés sud, mais une grande partie de ce type de forêt a été détruite. Selon les récits historiques, les espèces d'arbres associées incluent des taxons endémiques comme Dacrydium cupressinum(Podocarpaceae), Elaeocarpus dentatus (Elaeocarpaceae), Litsaea calicaris (Lauraceae)and Pittospermum tenuifolium (Pittosporaceae), tandis que les espèces dans les sous-bois auraient inclus Myrtus bullata et Senecio kirkii ainsi qu'une grande variété de fougères et de bryophytes. Ce type de forêt se retrouve également dans les régions montagneuses où on peut trouver xerba brexioides (Ixerbaceae).
- ou à la codominance de Laurelia novae-zelandiae (Monimiaceae) et Rhopalostylis sapida (Arecaceae) : L'association Laurelia-Rhopalostylus se limite aux ravines humides. Rhopalostylus sapida (Areaceae) est le seul membre de la famille des palmiers trouvé en Nouvelle-Zélande et semble s'être imposée ici au Miocène lorsqu'il y avait un climat plus tropical.

Toutes ces espèces dominantes sont endémiques à la Nouvelle-Zélande.

##### Forêts côtières dominées parMetrosideros tomentosa
Caractérisées par la domination de Metrosideros tomentosa et souvent par Corynocarpus laevigata (Corynocarpaceae), ces forêts s’étendent au delà d'Auckland.
Par rapport aux forêts intérieures, ces forêts ont des troncs minces et leurs sous-bois sont plus ouverts. D'autres arbres importants peuvent être présents tel que Dodonaea viscosa, Suttonia australis ainsi que les taxons endémiques Beilschmeidia taraire (Lauraceae), Hoheria populnea (Malvaceae), Melicytus ramiflorus (Violaceae) et Vitex lucens (Verbenaceae). Les fougères arborescentes sont représentées par Cyathea medullaris et C. dealbata (Cyatheaceae).

#### Sous-phytorégion néo-zélandaise du Centre

##### Forêts côtières dominée parCorynocarpus laevigata
Ces forêts côtières sont caractérisées par Corynocarpus laevigata (Corynocarpaceae), on retrouve des forêts typiques sur les rives du détroit de Cook et sur l'île de Kapiti. Il y a d'autres arbres communs dont Sideroxylon novo-zelandicum et des arbres endémiques dont Entelea arborescens (Malvaceae), Melicytes ramiflorus (Violaceae), Myoporum laetum (Scrophulariaceae) and Olearia furfuracea var. rubicunda(Asteraceae). Il y a habituellement une canopée fermée multicolore composée de vert foncé des Corynocarpus, vert jaunâtre de Melicytes ramiflorus, vert vif des Myoporum et gris foncé de Manuka. On y retrouve également les fougères Blechnum filiforme (Blechnaceae), Polystichum richardi, Adiantum fulvum (Pteridaceae) et Asplenum hookerianum (Aspleniaceae).

##### Ceinture de maquis-minéral
Caractérisée par la présence de Olearia serpentina et de Manuka cette association occupe la partie de plaines/montagnes de la ceinture minérale qui est composée de péridotite et de serpentine , elle s'étend sur environ 96 km et de maximum 5 km de largeur.
Les sols associés contiennent plus de magnésium que la plupart des plantes peuvent tolérer, et la végétation est souvent rare. Néanmoins, il y a un certain nombre d'espèces adaptées, y compris plusieurs espèces endémiques telles que Aristolelia fruticosa (Elaeocarpaceae), Coprosma parviflora (Rubiaceae), Cordyline banksii (Laxmanniaceae), Corokia cotoneaster (Argophyllaceae), Dracophyllum longifolium, Gaultheria antipoda (Ericaceae), Halorrhagis erecta (Halorrhagaceae), Libertia ixioides (Iridaceae), Melicope simplex (Rutaceae) et Poa colensoi (Poaceae). Ces zones à arbustes contrastent avec la luxuriante forêt tropicale de Nothofagus adjacente (il n'y a pratiquement aucune zone de transition entre les deux).

#### Sous-phytorégion Néo-Zélandaise du Sud

##### Brande côtière
Confiné au sud de l'Otago et sur l'île Stewart, cette formation se compose essentiellement d'halophytes rampantes et de fougères côtières. Cette brande nécessite une condition tourbeuse caractéristique du climat subantarctique et est régulièrement exposé à des embruns.
Les plantes les plus importantes sont Cotula pulchella, Montia fontana, Myosotis pygmaea var. traillii, Plantago hamiltonii, Salicornia australis, Samolus aucklandicus les espèces endémiques Agrostis muscosa (Poaceae), Blechnum durum (Blechnaceae), Euphrasia repens(Scrophulariaceae) et Rumex neglectus (Polygonaceae). La couverture végétale peut être extrêmement dense et est souvent caractérisée par des coussins ronds et verts de Euphrasia repens.
Lors de la saison de floraison, Gentianella saxosa (Gentianaceae) est souvent remarquable.

##### Dunes côtières
Les dunes de sable ont été décrites comme étant le milieu le plus commun de Nouvelle-Zélande. Elles occupaient autrefois 129 000 ha mais désormais, elles ont été réduites à environ 39 000 ha (une réduction d'environ 70 %). Les principales pertes sont dues au reboisement. Les autres pertes ont été causées par le développement agricole, l'extraction de sable, l'urbanisation, les pâturages incontrôlés, l'élimination des déchets et les activités militaires.
Les dunes sont les plus étendues sur la côte ouest de l'île du Nord, mais de vastes zones sont également présentes à l'est et au nord de l'île du Sud et à l'ouest de l'île Stewart.
On peut les diviser en :
- Dunes mobiles ou semi-mobiles  Spinifex hirsutus et Desmoschoenus spiralis (Cyperaceae), Euphorbia glauca (Euphorbiaceae)
- Prairies de dunes fixes Danthonia semiannularis, Microlaena stipoides et dans les districts du nord Zoysia pungens
- Dunes broussailleuses Coprosma acerosa (Rubiaceae) et Pimelea arenaria (Thymelaeaceae)
- Dunes jeunes Carex pumila, Selliera radican, Limosella lineata, Myriophyllum votschii et Ranunculus acaulis.

## Faune
Les forêts furent autrefois habitées par diverses espèces de mégafaune, dont plusieurs oiseaux incapables de voler, comme le moa.
Aujourd'hui plusieurs autres oiseaux, dont le kiwi, le kakapo et le takahé, sont en danger d'extinction. Il y a d'autres oiseaux notables : l'aigle géant de Haast (éteint), le nestor superbe (kākā en māori), le kereru et le kéa. Les reptiles sont représentés par les scinques, les geckos, et les tuataras. Il y a également quatre espèces de Leiopelma et une seule espèce d'araignée venimeuse, la katipo, rare et habitant les régions côtières ; il n'y a aucune espèce de serpent en Nouvelle-Zélande.
Il y a beaucoup d'espèces endémiques d'insectes, dont une, le weta, peut devenir aussi grande qu'une souris et représente l'espèce d'insecte la plus lourde du monde. Quant aux 29 espèces de poisson, 90 % sont endémiques et sont pour la plupart petites et discrètes ; seulement trois font plus de deux kilogrammes : deux espèces d'anguille et le kokopu géant (une autre grande espèce, le grayling, s'est éteinte au début du XXe siècle).
On a longtemps pensé que, à part trois espèces de chauve-souris dont une est éteinte, il n'y avait jamais eu de mammifères terrestres dans le pays. Toutefois, en 2006, des scientifiques ont trouvé des os appartenant à un animal terrestre éteint depuis longtemps, de la taille d'une souris, dans la région d'Otago sur l'île du Sud.